# Tupigrafia
Tupigrafia é uma revista impressa brasileira fundada em 2000, sendo a única publicação dedicada exclusivamente a tipografia e caligrafia no país. Fundada por Claudio Rocha e Tony de Marco, a revista teve a primeira edição em setembro de 2000 e a mais recente em janeiro de 2020.
Os editores Claudio Rocha e Tony de Marco conceberam um projeto gráfico livre, que varia as fontes tipográficas e a estrutura das páginas a cada matéria. As capas nunca apresentaram chamadas e os logotipos mudam a cada edição. Desde o número 7 a revista é publicada com duas ou mais capas diferentes.
Em 2003, a revista Tupigrafia e a Faculdade Senac de Comunicação e Artes promoveram o Primeiro Congresso Brasileiro de Tipografia, chamado DNA Tipográfico. O evento aconteceu entre os dias 22 e 24 de outubro de 2003 na própria Faculdade Senac de Comunicação e Artes, São Paulo.

## Edições em português
Tupigrafia 1
Publicada em setembro de 2002  pela editora Bookmakers. Teve uma segunda edição publicada pela Oficina Tipográfica São Paulo em abril de 2006. Capa de Herbert Baglione e Claudio Rocha.Traz artigos sobre: graffiti e a pixação; Edson Meirelles; Seu Juca, letrista pernambucano; fonte Cyberzinha; fotocolagens de Tide Hellmeister; Jasper Johns; fonte Zapfino, de Hermann Zapf;  W. Weingart e Elesbão & Haroldinho.
Tupigrafia 2
Publicada em novembro de 2001 pela editora Bookmakers. Capa e logotipo de Millôr Fernandes. Traz artigos sobre: Millôr Fernandes; Saul Steinberg; e. e. cummings; tipografia na arte; as type foundries Subvertype e Tipos do Acaso; o Profeta Gentileza; as fontes Stampface, Letraset Axis Bold e Brush Script; Buckminster Fuller; Emilio Damiani e cartões de visita tipográficos.
Tupigrafia 3
Publicada em outubro de 2002 pela editora Bookmakers. Capa de Fernando Carrera e ferrogravura de Vírgilio Maia. Traz artigos sobre: a biblioteca de José Mindlin, o antiquário A Sereia; ex libris; Stéphane Mallarmé; legibilidade na tipografia; Livro e Conhecimento por Rubens Matuck; edições João Pereira; heráldica sertaneja; Arthur Bispo do Rosário; a fonte Livraria; colagens de Tide Hellmeister; obras de Marcos Mello; números; a type foundry Gemada Tipográfica; tipos para tela do computador; ATypI 2002 Roma; tipos que fazem tipos; a poesia de Arnaldo Antunes; Ed Fella e nomes de fontes tipográficas.
Tupigrafia 4
Publicada em outubro de 2003 pela editora Bookmakers. Capa de Andréa Branco. Traz artigos sobre: calígrafos brasileiros; métodos de ensino caligráfico; a biblioteca de St. Bride; sistema letraset; Alan Kitching; J. Carlos; Eugênio Hirsch; o lápis; a fonte Brasilêro; vestígios tipográficos do Carandiru; impresso de Guto Lacaz; esculturas tipográficas de Rubens Matuck; Akira Kobayashi; ATypI 2003 Vancouver; TypeCon  Minneapolis e Joan Brossa.
Tupigrafia 5
Publicada em julho de 2004 pela editora Bookmakers. Com capa de Tide Hellmeister. Traz artigos sobre: tipografia nas artes plásticas; Miran; Walter Mancini; Jill Bell; tipografia nos baralhos; as fontes Sauna, BlancoNeg, FF bau, Nubian, AES, Cartier, Avenir Next e Elementar; o concurso de tipos da Linotype; camisetas tipográficas; rolhas tipográficas; fontes de texto; type sketches; quadros educativos; diskets; Primeiro Congresso Brasileiro de Tipografia (DNA Tipográfico); a type foundry Typeco; a Oficina Tipográfica São Paulo; postscript error; onomatogramas de Raul Pederneiras; o prêmio Jabuti e os portões da British Library. Contém caderno especial com 24 páginas impressas em letterpress. Também foram usados os recursos de faca tipográfica, impressão prateada sobre papel vegetal e acabamento serrilha.
Tupigrafia 6
Publicada em março de 2005 pela editora Bookmakers e lançada no Congresso Latino-Americano de Tipografia (DNA Tipográfico 2).  Capa de Fefe Talavera. Traz artigos sobre: Jornal Pato Macho; capas de revistas; Jornal Raposa Magazine; escrita copperplate; nova tipografia italiana; fontes Great Circus, Tisdall, Manguebats, TakeType, Drop it e Verga; Fefe Talavera; cartazes poloneses de circo; marcadores de livros; atlas da escrita de H. L. Petzendorfer; CidCollection de Edemar Cid Ferreira; type foundries Carambola, Tipopótamo, Noinfonts, Tipograma, Holofontes e Just in Type; letreiros de Copacabana dos anos 70/80; letras do cotidiano; Marian Bantjes; TypeCon São Francisco; ATypI Praga e o Congresso Bad Type Conference.
Tupigrafia 7
Publicada em março de 2007 pela Oficina Tipográfica São Paulo. Capas de Marian Bantjes e Claudio Rocha. Traz artigos sobre: cartazes tipográficos; Felipe Taborda; Rico Lins; Kiko Farkas; tipos de madeira da Universidade de Reading; estilo fat faces; graffiti em Londres; Ladislas Mandel; Centro Cultural Tacheles; Grabriel Martinez Meave; as fontes Big Morgan, Elegante, Ministry Script, Pintor e Kindergarten; Máximo Soalheiro; curso Type & Mídia na KABK; Fiodor Sumkin; Carlos Matuck; Nomad Ink Studio; tatuagens tipográficas; letras em pneus de borracharia; Atypical de Anke Hörteis e inscrições em árvores.
Tupigrafia 8
Publicada em agosto de 2008 pela Oficina Tipográfica São Paulo. Capas de Tony de Marco, Felipe Taborda e Claudio Rocha. Traz artigos sobre: poesia visual; N. H. Werkman; Ewald Spieker; Eugênio Hirsch; Herb Lubalin; revista Eros; William A. Dwiggins; tipografia em relógios; fontes Adriane Text, Scrivano regular, Maryam, Jana Thork, Gaia, Boldoni, Adrenalina, After, Foco, Pixo, Nabuco, UltraGotica, Inferno Dingbats, HallowHell, Brazil Pixo Reto e M-parts; Lisa Rienermann; Oded Ezer; Carlos Zéfiro; Cláudio Gil; tipografia tibetana e Alex Flemming. Esta edição introduz a seção Picles com : Gerard Huerta, Claudio Rocha, Museu de Artes Gráficas de Leipzig, clichê do acervo da OTSP, Martin Majoor, Jaime Prades e Linzie Hunter. A seção Picles é uma homenagem a uma seção homônima publicada na revista O Cruzeiro.
Tupigrafia 9
Publicada em maio de 2010 pela Oficina Tipográfica São Paulo. Capas de Dimitri Lima, Guto Lacaz e Claudio Rocha. Traz artigos sobre: origens culturais da escrita alfabética; dingbats baseados em crop circles; abridores de letras nos barcos do Amapá; Frederic W. Goudy; as fontes Foco Age e UNB Pro, Concreta; site Caligraft; o software Syntype; type design em Portugal; selos tipográficos; a nova cédula holandesa; Ben Shahn; Marcelo Daldoce; tipografia futurista. Picles com: Aldus Manutius; Tide Hellmeister; Rubens Matuck; o quadrado mágico do Sator; rébus e a obra Objects Count de Crosby/Fletcher/Forbes.
Tupigrafia 10
Publicada em maio de 2012 pela Oficina Tipográfica São Paulo e lançada no Museu da Casa Brasileira, São Paulo, Capas de Tony de Marco, Claudio Rocha e Oficina Tipográfica São Paulo. Traz artigos sobre: monotipias tipográficas; capas de livro; peças efêmeras da livraria Sereia; Cesar Villela; Ed Benguiat; Herb Lubalin na CBS; as fontes Ninfa Serif, Encorpada Black, Très Très Chic, Elementar, Pollen, Garoa Bold, Isidora, Bispo, Modern Dresses, Nasau, Inocência, FS Pimlico, Populaire, Monarcha, Ataxia, Alegria, Plau, Lusitana, Caturrita, Unit, Brasilêro Profissa, Entulho, Block Typeface e Fluence; J. Borges; caixas de tipos e cavaletes e Rubens Matuck e Mauricio Tortelli. Picles com: Carlos Moskovics; Jacques Villeglé; Ziraldo; Cláudio Gil; Jaime Prades; coletivo Boa Mistura; Rico Lins; Julieta Sobral e Carola Trimano. Contém encarte da Oficina Tipográfica São Paulo com 8 páginas impressas em letterpress.
Tupigrafia 11
Publicada em outubro de 2015 pela Oficina Tipográfica São Paulo e lançada no congresso anual da Associação Tipográfica Internacional, em São Paulo. Capa da OTSP. Traz artigos sobre: Eric Gill; Antonio Basoli; Belles Lettres; Sonia Delaunay; Juliana Braga; Jikji; tipos móveis no Rio do século XIX e Johan Mosz, puncionista. Picles com: o fichário ATF Alfabets; a Cappella Rucellai; o signpainter David Smith; a nova biblioteca de Alexandria; Massimo Polello; Andrew van der Merwe; NOX São Paulo graffiti; o alfabeto Tipogrampo e Daniel Duvillé.
Tupigrafia 12
Publicada em outubro de 2018 pela Oficina Tipográfica São Paulo. Capas de Claudio Rocha em hot stamping e dupla Contrast com dados variáves. Traz artigos sobre: Hudolf Koch; Funtimod; Times Roman; textos falsos; Ode à tipografia, de Pablo Neruda; Bob Cobbing; Antonio Maria Lisboa; Mo Lebowitz; a Sociedade do Papel; composição modular; Álvaro Franca e Patrício Bisso. Picles com: Tide Hellmeister; Optotype; senhor Evaristo; hot stamping; Aldemir Martins e o logotipo do Superman. Foram publicadas 100 edições especiais da revista, com customização de artistas plásticos e calígrafos, sendo: 70 exemplares com encadernação brochura, 20 exemplares com encadernação em capa dura, 10 exemplares com encadernação artística.
A Tupigrafia 12 teve a edição de dois cartazes, um em serigrafia pelo Ricardo, da Sutto Serigrafia e outro em letterpress pela dupla Marcos Mello e Gabriel Miranda. O último foi selecionado para a 13ª Bienal Brasileira de Design Gráfico, na categoria Impressos Promocionais, Cartazes.
Tupigrafia 13
Publicada em janeiro de 2020 pela Oficina Tipográfica São Paulo. Capas de Claudio Rocha e dupla Contrast. Traz artigos sobre: Olivetti; máquinas de escrever; latas de fita para máquinas de escrever; Cyla Costa; Cláudio Gil; inscrições em pedra; o gravador Moreira Júnior; Tipoteca Italiana; Décio Pignatari e Wlademir Dias-Pino. Picles com: Joan Brossa; números em relógios; o livro Vies Imaginaires e Gunnlaugur S. E. Briem.

## Prêmios

### Prêmio BID_10 (2010)
A Bienal Iberoamericana de Diseño (BID), organizada pela Fundación Diseño Madrid, acontece a cada dois anos na Central de Diseño de Matadero Madrid, Espanha. Em 2010 a Tupigrafia recebebeu o prêmio na categoria Design Gráfico.

### Brasil Design Award (2019)
O prêmio Brasil Design Award (BDA) é concedido desde 2009, pela Associação Brasileira de Design (ABEDESIGN).
Em 2019, a revista Tupigrafia foi homenageada na categoria Veículo de Design do Ano.

### Prêmio Brasileiro de Excelência Gráfica Pini (2019)
O Prêmio Brasileiro de Excelência Gráfica Pini é concedido desde 1991, pela Associação Brasileira de Tecnologia Gráfica.
Em 2019, a décima segunda edição da revista Tupigrafia recebeu o prêmio Pini na categoria Complexidade Técnica do Processo.

### Top Award Fedrigoni (2021)
O prêmio Top Award é concedido a designers gráficos, gráficas e clientes pelas melhores aplicações usando os produtos Fedrigoni. A Tupigrafia 12 foi nominada e está entre os finalistas dessa edição do prêmio.

## Exposições

### Design Brasileiro Hoje: Fronteiras (2009)
A revista Tupigrafia foi apresentada na exposição Design Brasileiro Hoje: Fronteiras, com curadoria de Adélia Borges, entre 7 de abril e 28 de abril de 2009 no Museu de Arte Moderna (MAM) de São Paulo.

### Brazil Contemporary. Contemporary Art, Architecture, Visual Culture and Design (2009)
Entre 23 de maio e 23 de agosto de 2009, a revista Tupigrafia foi apresentada na exposição Brazil Contemporary, no Nederlands Fotomuseum, em Roterdã, nos Países Baixos.

### Riscos e Rabiscos: Lendo a cidade (2019)
A exposição Riscos e Rabiscos: Lendo a cidade aconteceu no Farol Santander, em São Paulo, entre 12 de julho a 3 de novembro de 2019. Com curadoria de Leonel Kaz, mostra conta a história da tipografia na cidade de São Paulo. No primeiro andar da exposição foram exibidas dez capas da revista Tupigrafia, dedicada às artes gráficas brasileiras.